# Milan Fráňa
Milan Fráňa (... – giugno 1970) è stato un cestista cecoslovacco.

## Biografia
Con la Cecoslovacchia vinse la medaglia d'argento ai Campionati europei del 1947.
Nel 1951 venne accusato di attività anti-regime e condannato a dieci anni di carcere. Uscì nel 1960 grazie a un'amnistia.
Morì nel giugno del 1970 in un incidente sul lavoro.

## Palmarès
- Campionato cecoslovacco: 3

Sokol Brno I: 1946-47, 1947-48, 1948-49